# 伊凡·吉爾亞德
伊凡·吉爾亞德二世（英語：Evan Gilyard II，1998年8月4日—）為美國男子籃球運動員，場上位置為控球后卫，現效力於NBA G聯盟暴龍905。

## 早年
吉爾亞德的母系有菲律賓血統，吉爾亞德來自芝加哥，出身西蒙職業技術學院，2017年進入得克萨斯大学埃尔帕索分校就學，2019年3月吉爾亞德決定轉學，2019年5月吉爾亞德承諾就讀新墨西哥州立大學，據報導吉爾亞德會缺席2019-20賽季，2019年12月NCAA裁定吉爾亞德2019-20賽季可代表新墨西哥州立大學出賽。2020年10月NCAA給予所有參與冬季運動項目的運動員額外一年的出賽資格，2021年5月結束大四賽季的吉爾亞德決定再戰一年。2021年6月吉爾亞德選擇大學最後一年效力密苏里大学堪萨斯城分校。

## 職業生涯
2022年大學畢業後吉爾亞德展開個人職業生涯，2022年10月曾至风城公牛試訓，之後代表西貢熱火參加2023年東南亞職業籃球聯賽，場均貢獻21.1分、3.7籃板、5.5助攻、1.6抄截，2023年3月加盟捷克球隊寧布爾克。

## 外部連結
- 伊凡·吉爾亞德在fiba.basketball（英语）
- 伊凡·吉爾亞德在NBA G聯盟官網（英语）
- 伊凡·吉爾亞德在Basketball-Reference.com（NBA G聯盟）（英语）
- 伊凡·吉爾亞德在Sports-Reference.com（NCAA）（英语）
- 伊凡·吉爾亞德在Eurobasket.com（球員）（英语）
- 伊凡·吉爾亞德在Proballers（英语）
- 伊凡·吉爾亞德在RealGM（球員）（英语）
- 伊凡·吉爾亞德在Flashscore（英语）